# Sandro Cavazza
Alessandro Michele Cavazza, detto Sandro (Stoccolma, 11 settembre 1992), è un cantautore svedese.
Le sue influenze musicali includono Eagle-Eye Cherry, Nirvana, Red Hot Chili Peppers, Westlife, ABBA, Max Martin, Bon Iver e i Queen, in particolare Freddie Mercury.

## Biografia
Sandro Cavazza iniziò a cantare durante la sua infanzia e scrisse le sue prime canzoni alla scuola elementare. Studiò al College of Music di Los Angeles e durante quel periodo fondò il gruppo musicale internazionale Bonavox, che Cavazza lasciò dopo la laurea per dedicarsi ai suoi progetti. Sandro Cavazza raggiunse la fama nel 2015 quando collaborò con il DJ svedese Avicii nel suo album Stories. Ha co-scritto e cantato nei brani «Sunset Jesus» e «Gonna Love Ya», che sono entrati nelle classifiche musicali svedesi, raggiungendo quest'ultimo il numero tre.
A metà del 2016, è stato pubblicato il singolo «Beautiful Life» del produttore belga Lost Frequencies, in cui Cavazza contribuisce con la voce. Ha raggiunto le prime posizioni delle classifiche musicali belghe (sia nelle Fiandre che in Vallonia) e si è posizionato nelle classifiche di altri paesi europei. Nello stesso anno, Avicii decise di fare un viaggio in macchina attraverso gli Stati Uniti insieme a Cavazza e al resto della sua squadra, dove scrissero canzoni come «Forever Yours» insieme ad altri brani inediti come «We Burn», «Our Love» e «Lord», che Avicii suonò in seguito all'Ultra Music Festival del 2016.
Nell'aprile 2017, Cavazza ha pubblicato il suo primo EP omonimo da solista, che contiene quattro canzoni.[6][7] In agosto, è tornato alla ribalta grazie a un'altra collaborazione con Avicii. L'EP AVĪCI (01) include le canzoni «Without You», in cui Cavazza è il cantante principale, e un remix della sua canzone «So Much Better» dal suo stesso EP da solista. «Without You» è entrato direttamente al numero uno delle classifiche svedesi ed è diventato un grande successo in tutta Europa.
Il 26 ottobre 2018, è stata pubblicata la collaborazione tra Cavazza e il produttore norvegese Kygo, intitolata «Happy Now». Si ritiene che Kygo e Sandro abbiano voluto dedicare questa canzone al defunto Avicii.
«Happy Now» è diventato un grande successo europeo, raggiungendo 400 milioni di riproduzioni su Spotify. Il videoclip ufficiale è stato pubblicato il 2 dicembre sul canale YouTube di Kygo.
Il 24 gennaio 2020, è stata pubblicata la canzone inedita «Forever Yours» di Avicii e Sandro Cavazza con la partecipazione di Kygo, un tributo al suddetto DJ scomparso nel 2018. I proventi raccolti saranno devoluti alla Fondazione Tim Bergling. Nello stesso anno, Kygo ha pubblicato il suo terzo album in studio, Golden Hour, in cui è apparsa una nuova collaborazione con Cavazza nel singolo «Beautiful».[11]

Il 23 novembre 2021, Cavazza ha annunciato attraverso i social media che avrebbe «terminato la sua carriera» come artista solista e che «The Days» sarebbe stato il suo ultimo singolo. Ha affermato che i motivi per cui lo faceva erano che i social media e la concorrenza non lo rendevano completamente felice. Inoltre, ha dichiarato che si sarebbe concentrato sulla sua carriera di compositore e avrebbe tenuto un concerto finale a Stoccolma nel 2022. Nonostante ciò, è apparso nella canzone «All For Love» del DJ e produttore tedesco Felix Jaehn nel 2023.

## Vita privata
In un'intervista del giugno 2018, Cavazza ha definito le sue abitudini "molto svedesi e in parte italiane", caratterizzate da cene domenicali con la sua famiglia italiana abbinate al solido sistema sociale svedese. Ciò gli ha permesso di frequentare la scuola di musica.

## Discografia

### EP
| Titolo         | Dettagli                                                                                           |
| -------------- | -------------------------------------------------------------------------------------------------- |
| Sandro Cavazza | - Rilasciato il 28 aprile 2017 - Etichetta: Ineffable Music, Universal - Formati: Formato digitale |

### Singoli

#### Come artista principale
| Titolo                                                                                | Anno | Massima posizione in classifica | Album               |
| Titolo                                                                                | Anno | SWE                             | Album               |
| ------------------------------------------------------------------------------------- | ---- | ------------------------------- | ------------------- |
| "What It Feels Like"                                                                  | 2017 | —                               | Sandro Cavazza      |
| "Don't Hold Me"                                                                       | 2017 | —                               | Sandro Cavazza      |
| "So Much Better" (Remix)                                                              | 2017 | 12                              | Sandro Cavazza      |
| "High with Somebody"                                                                  | 2018 | 9                               | Singoli senza album |
| "Here"                                                                                | 2018 | —                               | Singoli senza album |
| "Used To"                                                                             | 2018 | 63                              | Singoli senza album |
| "Enemy"                                                                               | 2019 | 43                              | Singoli senza album |
| "—" indica un singolo non entrato in classifica o non rilasciato per quel territorio. |      |                                 |                     |

#### Come artista partecipante
| Titolo                                                                                             | Anno | Massima posizione in classifica | Massima posizione in classifica | Massima posizione in classifica | Massima posizione in classifica | Massima posizione in classifica | Massima posizione in classifica | Massima posizione in classifica | Massima posizione in classifica | Massima posizione in classifica | Massima posizione in classifica | Album               |
| Titolo                                                                                             | Anno | SWE                             | AUS                             | AUT                             | BEL                             | FRA                             | GER                             | ITA                             | NL                              | NOR                             | SPA                             | Album               |
| -------------------------------------------------------------------------------------------------- | ---- | ------------------------------- | ------------------------------- | ------------------------------- | ------------------------------- | ------------------------------- | ------------------------------- | ------------------------------- | ------------------------------- | ------------------------------- | ------------------------------- | ------------------- |
| "Gonna Love Ya" (Avicii featuring Sandro Cavazza)                                                  | 2015 | 3                               | —                               | —                               | —                               | —                               | —                               | —                               | —                               | —                               | —                               | Stories             |
| "Sunset Jesus" (Avicii featuring Gavin DeGraw, John Dhani Lennevald, Mike Posner & Sandro Cavazza) | 2015 | 37                              | —                               | —                               | —                               | —                               | —                               | —                               | —                               | —                               | —                               | Stories             |
| "Beautiful Life" (Lost Frequencies featuring Sandro Cavazza)                                       | 2016 | —                               | —                               | 51                              | 1                               | 39                              | 50                              | 94                              | 65                              | —                               | 35                              | Less Is More        |
| "Without You" (Avicii featuring Sandro Cavazza)                                                    | 2016 | 1                               | 20                              | 7                               | 15                              | 30                              | 18                              | 14                              | 13                              | 3                               | 41                              | Avīci (01)          |
| "Happy Now" (Kygo featuring Sandro Cavazza)                                                        | 2018 | 3                               | 50                              | 53                              | 35                              | —                               | 53                              | —                               | —                               | 6                               | —                               | Singolo senza album |
| "Forever Yours - Avicii Tribute" (Kygo featuring Sandro Cavazza)                                   | 2020 | 4                               | —                               | —                               | —                               | —                               | 65                              | —                               | 100                             | —                               | —                               | Singolo senza album |
| Forever Yours (Tim's 2016 Ibiza Version) (Avicii featuring Sandro Cavazza)                         | 2025 |                                 |                                 |                                 |                                 |                                 |                                 |                                 |                                 |                                 |                                 | Avicii Forever      |
| "—" indica un singolo non entrato in classifica o non rilasciato per quel territorio.              |      |                                 |                                 |                                 |                                 |                                 |                                 |                                 |                                 |                                 |                                 |                     |